# Pierre Eyt
Pierre Étienne Louis Eyt, (ur. 4 czerwca 1934 w Laruns, zm. 11 czerwca 2001 w Bordeaux) – francuski duchowny katolicki, kardynał, arcybiskup Bordeaux.

## Życiorys
Podczas studiów seminaryjnych odbył w latach 1956 – 1959 służbę wojskową w ogarniętej wojną Algierii. Po święceniach kapłańskich które otrzymał 29 czerwca 1961 roku, studiował w Rzymie, gdzie był także kapelanem francuskiej parafii św. Ludwika. W 1967 roku doktoryzował się z teologii na Papieskim Uniwersytecie Gregoriańskim. Następnie związany był jako profesor, wicerektor i rektor z uniwersytetem katolickim w Tuluzie. 7 czerwca 1986 roku został mianowany arcybiskupem koadiutorem z prawem następstwa arcybiskupa Bordeaux, a 28 września tego samego roku otrzymał sakrę biskupią. 31 maja 1989 roku został arcybiskupem metropolitą Bordeaux. Na konsystorzu 26 listopada 1994 roku został wyniesiony do godności kardynalskiej z tytułem prezbitera Santissima Trinità al Monte Pincio. Był członkiem Kongregacji ds. Wychowania Katolickiego oraz przewodniczącym Komisji Doktrynalnej Episkopatu Francji. Członek Międzynarodowej Komisji Teologicznej. Angażował się w dialog z Żydami. W 1984 roku na życzenie Stolicy Apostolskiej założył Centrum Studiów nad Judaizmem w Jerozolimie. Zmarł w Bordeaux, pochowano go w rodzinnym Laruns.

## Źródło
- Wielka Encyklopedia Jana Pawła II, Edipresse Warszawa 2005, ISBN 83-60160-06-6